# Катастрофа дирижабля Pax
Катастрофа дирижабля Pax — вибух дирижабля Pax, який стався в Парижі 12 травня 1902 року, у результаті чого загинули бразильський винахідник Аугусто Северо і французький механік Жорж Саше.

## Історія

### Передумови
Дирижабль Pax мав об'єм 2000 м3, довжину 30 м, гондолу 30 м завдовжки і вагу 2000 кг. Його винахідник, Аугусто Северо, уже 20 років вивчав повітроплавання і вклав усі свої статки у дирижабль Pax. [Спочатку дирижабль мав бути оснащений електричним двигуном, але через час, який знадобився б на його розробку, і зобов'язання повернутися до Бразилії, щоб завершити свій парламентський термін, Северо вирішив наслідувати приклад Альберто Сантос-Дюмона і обладнати дирижабль бензиновими двигунами, хоча лише за п'ять днів до польоту він ще вагався щодо того, чи варто їх використовувати.
Побудова дирижабля завершилася за два тижні до дня аварії. Його тестування відбувалося на землі 4 травня 1902 року в парку Вожирар у складних погодних умовах. Результати були задовільні, і це спонукало винахідника здійснити пілотований політ.
Несприятлива погода, яка встановилася у наступні дні, ускладнила подальші тестування, але опівночі 12 травня Северо почав надувати кулю, завершивши цей процес о 5 ранку. Перед початком польоту Северо оголосив, що Бразилія дізнається про його успіх у річницю Золотого закону, і представив плани побудови дирижабля з назвою «Ісус», який мав бути 100 м завдовжки і на якому він мав намір перетнути Атлантику. Щоб знизити вагу дирижабля, Северо залишив на землі Альваро Рейса і взяв у повітря лише свого механіка, 28-річного Жоржа Саше, який раніше ніколи на дирижаблях не літав.
Упродовж 20 хвилин Северо літав на дирижаблі, прив'язаному до землі, випробовуючи його маневреність. Потім він приземлився, поспілкувався з друзями й родиною, а о 5:25 ранку продовжив політ. Цього разу дирижабль уже не був прив'язаний, і Северо з великими труднощами утримував контрольований політ. Дирижабль тричі скидав баласт, піднявся на висоту 350 м, але мав труднощі в боротьбі з вітром, через що робив кола діаметром від 100 до 150 м. Протягом 15 хвилин Северо намагався зберігати контроль над дирижаблем, але в таких умовах 40-сильний двигун виявився недостатньо потужним.

## Вибух
Дирижабль Pax вибухнув 12 травня 1902 року о 5:40 ранку. Спочатку полум'я вирвалося з двигуна, а згодом охопило весь літальний літак. Уламки впали навпроти будинку № 79 на Мейн-авеню. Гондола, у якій перебували пілоти, пробила стелю й зупинилася в спальні подружжя. Ліжко розташовувалося на протилежному боці кімнати, що врятувало життя мешканцям, які в цей момент спали. Обидва аеронавти загинули.

### Причини аварії
Полковник Ренар невдовзі після вибуху висловив думку, що причиною аварії стало використання двигуна внутрішнього згоряння. Анрі Лашамбре вважав, що механічні частини були перекручені і вогонь перейшов з карбюратора на резервуар, а звідти на клапан випуску газів. Астроном Альбер Шарбоно (Albert Charbonneaux) з обсерваторії Мёдон досліджував уламки і, серед іншого, вказав причиною катастрофи коротке замикання в електричній частині двигуна.
Альберто Сантос-Дюмон вважав необачним розміщувати двигуни так близько до кулі, але спочатку не вірив, що причиною аварії були вони. Він вказав, що працював лише один із двох клапанів над другим двигуном, а другий повітроплавець закрив воском, і що в умовах польоту куля не витримала внутрішнього тиску. Головною помилкою, на його думку, було те, що повітроплавці, помітивши, що дирижабль піднімається, скинули баласт, і через це той почав підніматися ще швидше.
У статті, опублікованій у вересні того ж року, Сантос-Дюмон зазначив, що двигун розташовувався лише в трьох футах (приблизно один метр) від оболонки, що підвищувало ризик аварії. Науковий комітет Французького аероклубу врешті-решт вирішив, що аварія сталася через близькість двигуна до випускного клапана кулі, і що за такої конструкції Pax не допустили б до змагань аероклубу.

### Наслідки
Обидва аеронавти отримали надзвичайно важкі травми. Аугусто Северо помер через кілька секунд після зіткнення. Його тіло забрали з ангара додому о 9 ранку того ж дня, тоді як тіло Саше залишалося у відділку поліції до приїзду його матері.
Невдовзі навколо уламків дирижабля зібралися глядачі. П'ятдесят поліцейських перекрили вулиці, потім полковник Ренар переніс залишки дирижабля назад до ангара. Альфредо Мая, колишній міністр транспорту, надіслав президентові Кампусу Салесу телеграму з проханням, щоб Конгрес проголосував за покриття витрат на похорон Северо і призначив пенсію його вдові. На місце катастрофи прибула вся французька авіаційна спільнота, а комітет Французького аероклубу приніс свої співчуття вдові Аугусто Северо.
Перед перевезенням до Бразилії труну 17 травня 1902 року передали на кладовище Пассі в Парижі. Тіло Аугусто Северо прибуло до Ріо-де-Жанейро 17 червня і наступного дня було поховане за участю президента Кампоса Саллеса. Ангар Северо в Парижі перейшов до іншого повітроплавця — барона де Бредського.

## Пам'ять
У вересні 1902 року було ухвалено рішення назвати дві вулиці в Бразилії іменами повітроплавців. Наступного року на місці аварії було встановлено надгробок, а на кладовищі в Парижі — погруддя Аугусто Северо. Режисер Жорж Мельєс відобразив аварію у своєму короткометражному фільмі «Катастрофа дирижабля “Le Pax”». У 1903 році в Парижі відбулася панахида за загиблими. У 1952 році друзі бразильського винахідника провели вечір пам'яті. У 2019 році було внесено законопроєкт про внесення його імені до Пантеону Вітчизни й Свободи імені Танкредо Невіса. Через 120 років після смерті, у 2022 році, останки Аугусто Северо перевезли з Ріо-де-Жанейро на його батьківщину — до міста Ріу-Гранді-ду-Норті.